# Omalodes laevicollis
Omalodes laevicollis är en skalbaggsart som beskrevs av Heinrich Bickhardt 1911. Omalodes laevicollis ingår i släktet Omalodes och familjen stumpbaggar. Inga underarter finns listade i Catalogue of Life.